# Eukaliptus Gunna
Eukaliptus Gunna, eukaliptus górski (Eucalyptus gunnii Hook. f.) – gatunek drzewa należący do rodziny mirtowatych. Pochodzi z Tasmanii.

## Morfologia

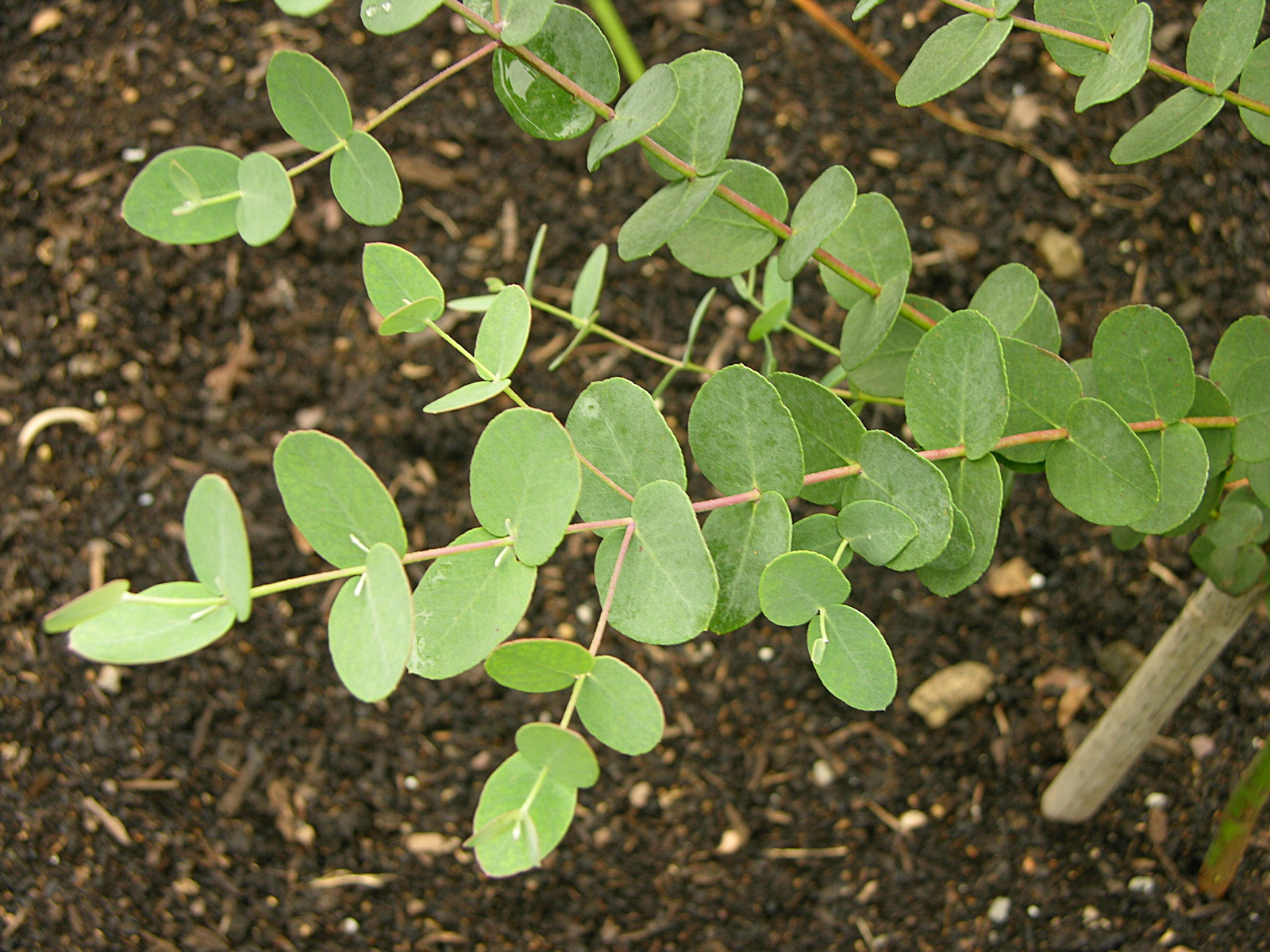
Liście juwenilne

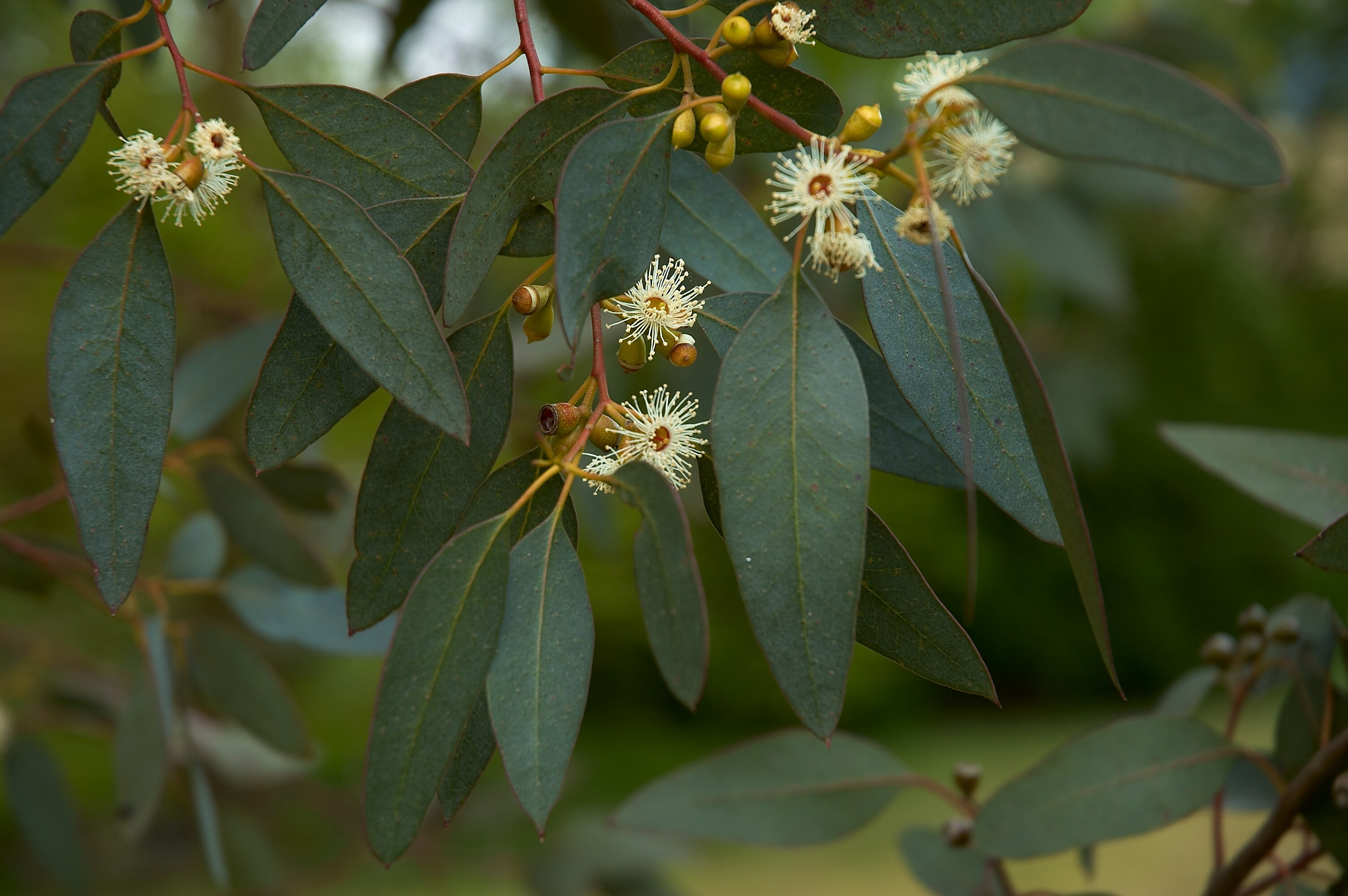
Liście i kwiaty

PokrójWysokie, wiecznie zielone, szybko rosnące drzewo dorastające 30 m wysokości o nieregularnej, luźno rozgałęzionej i przejrzystej koronie oraz dość prostym i smukłym pniu.
KoraGładka, szarozielona lub pomarańczowa, oddzielająca się pasami i płatami, po złuszczeniu ujawniają się kremowobrązowe warstwy.
LiścieMają dwie różne formy. Liście młodociane osiągają wiek 2–3 lat, są ułożone naprzeciwlegle na pędzie, nie posiadają ogonków. Okrągławe, dorastające 6 cm długości i szerokości, szaroniebieskie, lekko oszronione. Liście wieku dojrzałego mogą przetrwać wiele lat, są lancetowato-podłużne, z przodu spiczaste, u nasady liścia klinowato zwężone lub zaokrąglone. Mają  do 10 cm długości, są zielone lub srebrzystozielone, ułożone naprzemianlegle, silnie unerwione, z żółtym ogonkiem liściowym 2–3 cm długości. Po roztarciu wydzielają silny zapach.
KwiatyNajczęściej zebrane po trzy na wspólnej szypułce, białe z licznymi żółtymi pręcikami, wyrastają w kątach liści, pączki mają na szczycie okrągławą przykrywkę która odrywa się przy rozkwitaniu.
OwocZielona, zdrewniała torebka uwalniająca kilka małych, czarnych nasion.

## Biologia i ekologia
Fanerofit. Roślina jednopienna, owadopylna. Kwitnie w lipcu. Występuje w wilgotnych lasach wyżynnych do 1300 m n.p.m.

## Zastosowanie
Roślina ozdobnaJest jednym z najbardziej wytrzymałych gatunków eukaliptusa, dlatego jest uprawiany jako drzewo ozdobne i parkowe w wielu rejonach świata, również w cieplejszych regionach Europy. Liście juwenilne (młodociane) są cenione jako dodatek do bukietów i kompozycji kwiatowych.